# Pachyserica gracilis
Pachyserica gracilis är en skalbaggsart som beskrevs av Ahrens 2004. Pachyserica gracilis ingår i släktet Pachyserica och familjen Melolonthidae. Inga underarter finns listade i Catalogue of Life.